# Mszczonów
Mszczonów è un comune urbano-rurale polacco del distretto di Żyrardów, nel voivodato della Masovia.
Ricopre una superficie di 144,87 km² e nel 2004 contava 10 895 abitanti.